# Armadale (Western Australia)
Armadale ist eine Stadt mit etwas über 13.000 Einwohnern (2021) im australischen Bundesstaat Western Australia. Sie befindet sich 27 Kilometer südöstlich vom Zentrum der Hauptstadt Perth und liegt damit am Rand der Metropolregion. Im Zentrum von Armadale treffen sich zwei Hauptverbindungsstraßen, der South Western und der Albany Highway, die den Süden des Bundesstaats mit Perth verbinden. Armadale ist der Sitz des gleichnamigen Verwaltungsgebiet (LGA) City of Armadale.

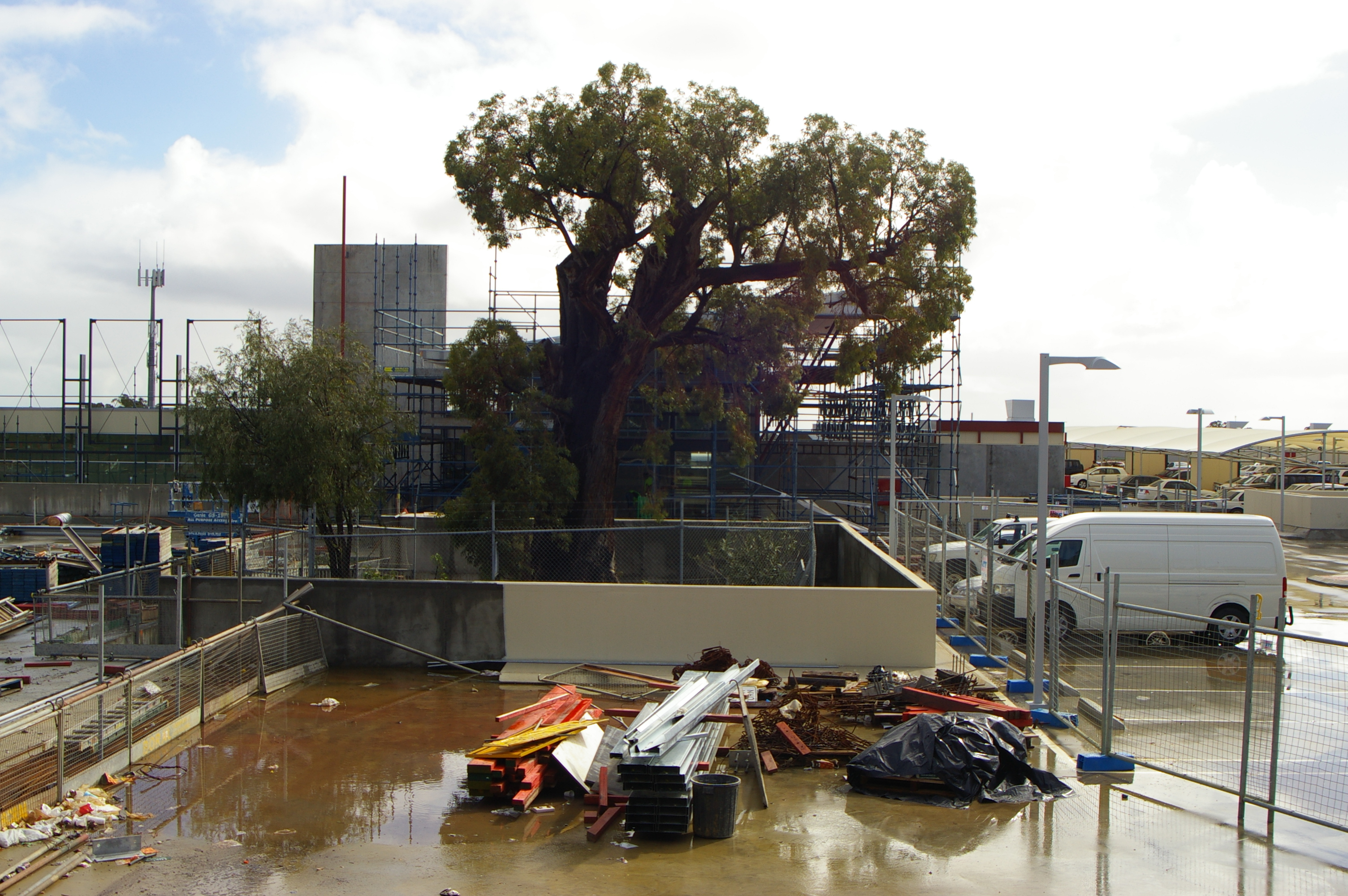
Old Jarrah Tree

Im Zentrum der Stadt befindet sich ein ungewöhnlich großer und alter Eucalyptus-marginata-Baum, der Old Jarrah Tree. Sein Alter wird auf 400 bis 800 Jahre geschätzt. Aufgrund der extensiven Forstwirtschaft und Abholzung in der Gegend um Perth im 19. Jahrhundert sind solche Bäume selten.

## Söhne und Töchter der Stadt
- Vincent Serventy (1916–2007),  Autor, Ornithologe und Naturschützer
- Brad Jones (* 1982), Fußballspieler